# 古代エジプト
古代エジプト（、アラビア語: مصر القديمة、英語: Ancient Egypt）は、古代のエジプトに対する呼称。具体的に、どの時期を指すかについては様々な説が存在するが、この項においては紀元前3000年頃に始まった第1王朝から紀元前30年にプトレマイオス朝が共和政ローマによって滅ぼされるまでの時代を扱う。

紀元前3150年から紀元前30年までの王朝時代における主要都市及び場所を示した古代エジプトの地図

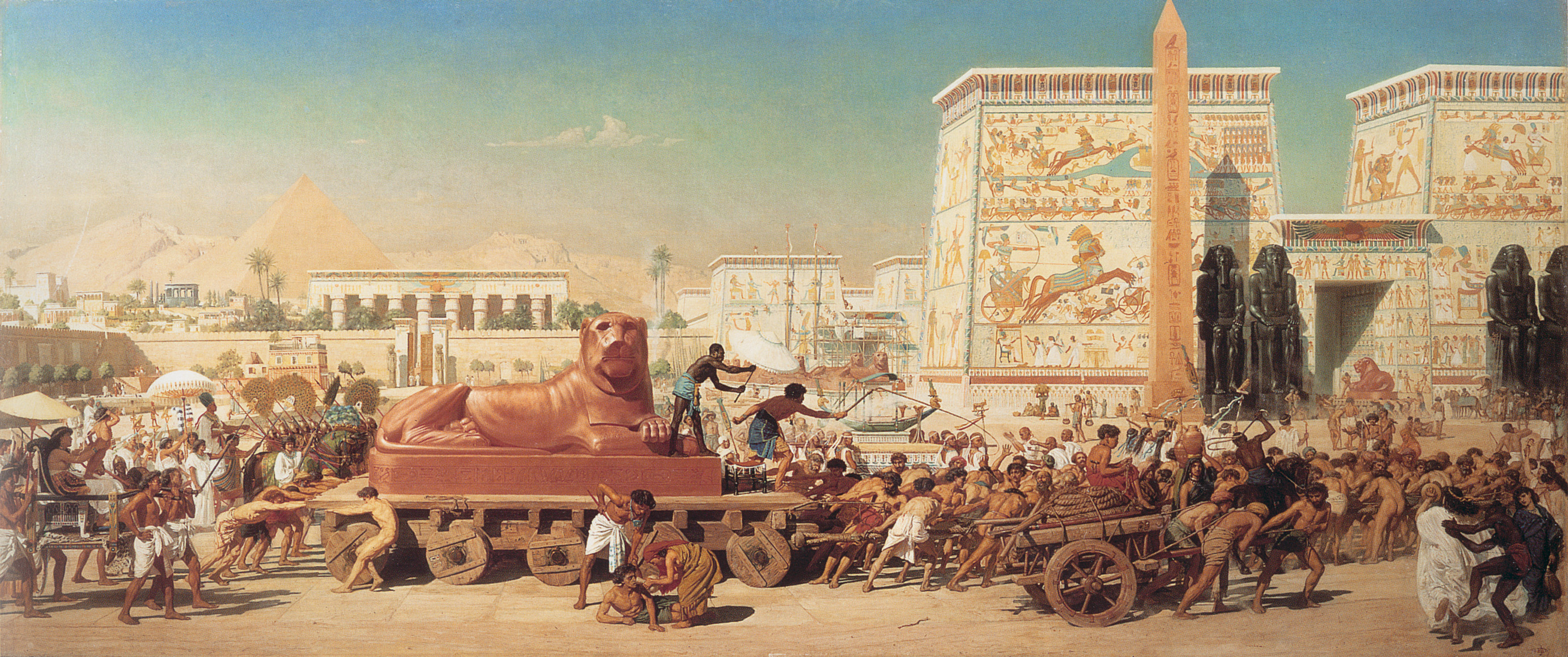
『エジプトのイスラエル人』（エドワード・ポインター・1867年画）

エジプトは不毛の砂漠地帯であるが、毎年夏のナイル川の増水で水に覆われる地域には河土が運ばれて堆積し、農耕や灌漑が可能になる。この氾濫原だけが居住に適しており、主な活動はナイル河で行われた。ナイル川の恩恵を受ける地域はケメト（黒い大地）と呼ばれ、ケメトはエジプトそのものを指す言葉として周囲に広がるデシェレト（赤い大地、ナイル川の恩恵を受けない荒地）と対比される概念だった。このケメトの範囲の幅は非常に狭く、ナイル川の本流・支流から数kmの範囲にとどまっていた。しかしながら川の周囲にのみ人が集住しているということは交通においては非常に便利であり、川船を使って国内のどの地域にも素早い移動が可能であった。この利便性は、ナイル河畔に住む人々の交流を盛んにし、統一国家を建国し維持する基盤となった。
ナイル川本流からナイル川の上流は谷合でありナイル川1本だけが流れ、下流はデルタ地帯（ナイル川デルタ）が広がっている。最初に上流地域（上エジプト）と下流地域（下エジプト）でそれぞれ違った文化が発展した後に統一されたため、ファラオ（王）の称号の中に「上下エジプト王」という部分が残り、古代エジプト人も自国のことを「二つの国」と呼んでいた。
毎年のナイル川の氾濫を正確に予測する必要から天文観測が行われ、太陽暦が作られた。太陽とシリウス星が同時に昇る頃、ナイル川は氾濫したという。また、氾濫が収まった後に農地を元通り配分するため、測量術、幾何学、天文学が発達した。ヒエログリフから派生したワディ・エル・ホル文字と原シナイ文字（原カナン文字）は世界の殆どのアルファベットの起源となったとされる。
エジプト文明と並ぶ最初期における農耕文明の一つであるメソポタミア文明が、民族移動の交差点にあたり終始異民族の侵入を被り支配民族が代わったのと比べ、地理的に孤立した位置にあったエジプトは比較的安定しており、部族社会が城壁を廻らせて成立する都市国家の痕跡は今のところ発見されていない。

## 歴史
古代エジプト人は、元号のように「『王の名前』の統治何年目」のように歴史を記録していた。そのため、絶対的な年代表記法に置き換えた際には学者によりずれが生じることに留意されたい。
古代エジプトは、次の時代に区分されているが、これも学者により差がある。また、年数はすべておよその年で、時代の後の数字は王朝。
- エジプト先王朝時代（紀元前3100年以前）
- エジプト初期王朝時代（1-2; 紀元前3100年 - 紀元前2686年）
- エジプト古王国（3-6; 紀元前2686年 - 紀元前2181年）
- エジプト第1中間期（7-11前半; 紀元前2181年 - 紀元前2055年）
- エジプト中王国（11後半-12; 紀元前2055年 - 紀元前1795年）
- エジプト第2中間期（13-17; 紀元前1795年 - 紀元前1550年）
- エジプト新王国（18-20; 紀元前1550年 - 紀元前1069年）
- エジプト第3中間期（21-26; 紀元前1069年 - 紀元前664年）
- エジプト末期王朝（27-30; 紀元前664年 - 紀元前332年）
- プトレマイオス朝（紀元前332年 - 紀元前30年）

### 原始王朝時代（黎明期、上エジプト、下エジプト）

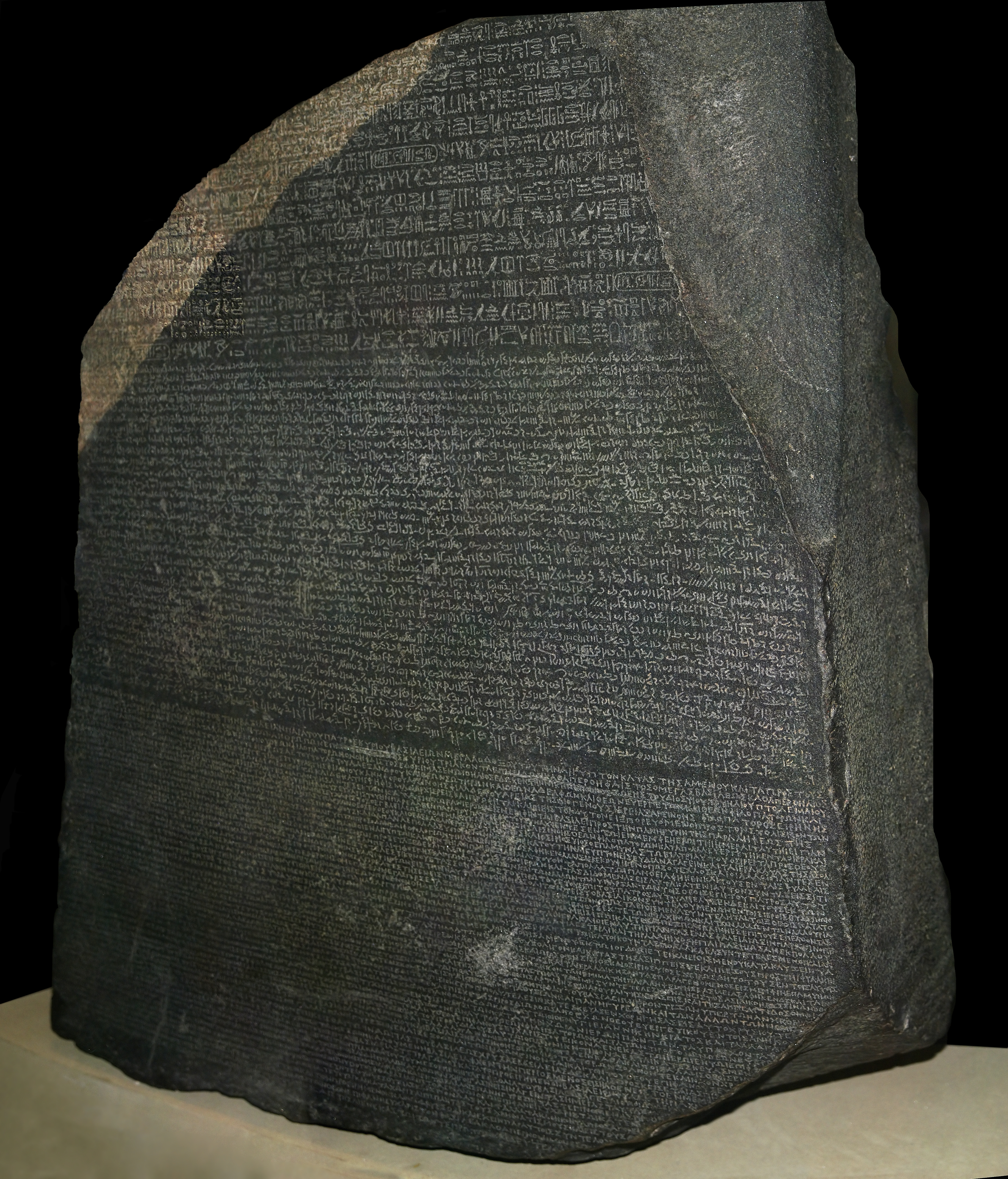
ロゼッタ・ストーン。上から順に、古代エジプトのヒエログリフ、デモティック（草書体）、ギリシア語を用いて同じ内容の文章が記されている。

エジプト文明が誕生し、人々が定住し農耕を開始したのは、およそ紀元前5000年ごろと考えられており、紀元前4500年ごろにはモエリス湖畔にファイユーム文化が成立し、紀元前4400年ごろからは上エジプトの峡谷地帯を中心にナカダ文化が興った。この時期のエジプトはいくつもの部族国家に分裂しており、やがてこの国家群が徐々に統合されていくつかの国家にまとまりはじめた。ただし統合された部族国家は地域的なまとまりをもち続け、上エジプトに22、下エジプトに20、合計約42あるノモスと呼ばれる行政地区としてエジプト各王朝の行政単位となっていった。紀元前3500年頃にはまず上エジプト、そして下エジプト、二つの統一国家が成立したと考えられている。紀元前3300年頃にはヒエログリフの文字体系が確立し、太陽暦（シリウス・ナイル暦）が普及した。

### 初期王朝時代（第1 - 2王朝）
紀元前3150年頃、上エジプトのナルメル王が下エジプトを軍事的に征服し、上下エジプトを統一してエジプト第1王朝を開いたとされる。従来はエジプト第1王朝の建国者とされてきたメネス王がナルメル王にあたるのか、それとも別の王に比定されるのかについては諸説ある。また、ナルメルは上下エジプトの王として確認される最古の王であるが、ナルメル王よりも古い上下エジプトの王がいた可能性もある。ヘロドトスによれば第1王朝期に、上下エジプトの境界地域に首都としてメン・ネフェル（メンフィス）が築かれたとされ、以後第一中間期の第8王朝にいたるまでエジプトの各王朝はここに都した。エジプト第1王朝は紀元前2890年頃に王統の交代によってエジプト第2王朝となった。この初期王朝時代の2王朝については資料が少なく、不明な点も多い。

### 古王国時代（第3 - 6王朝）

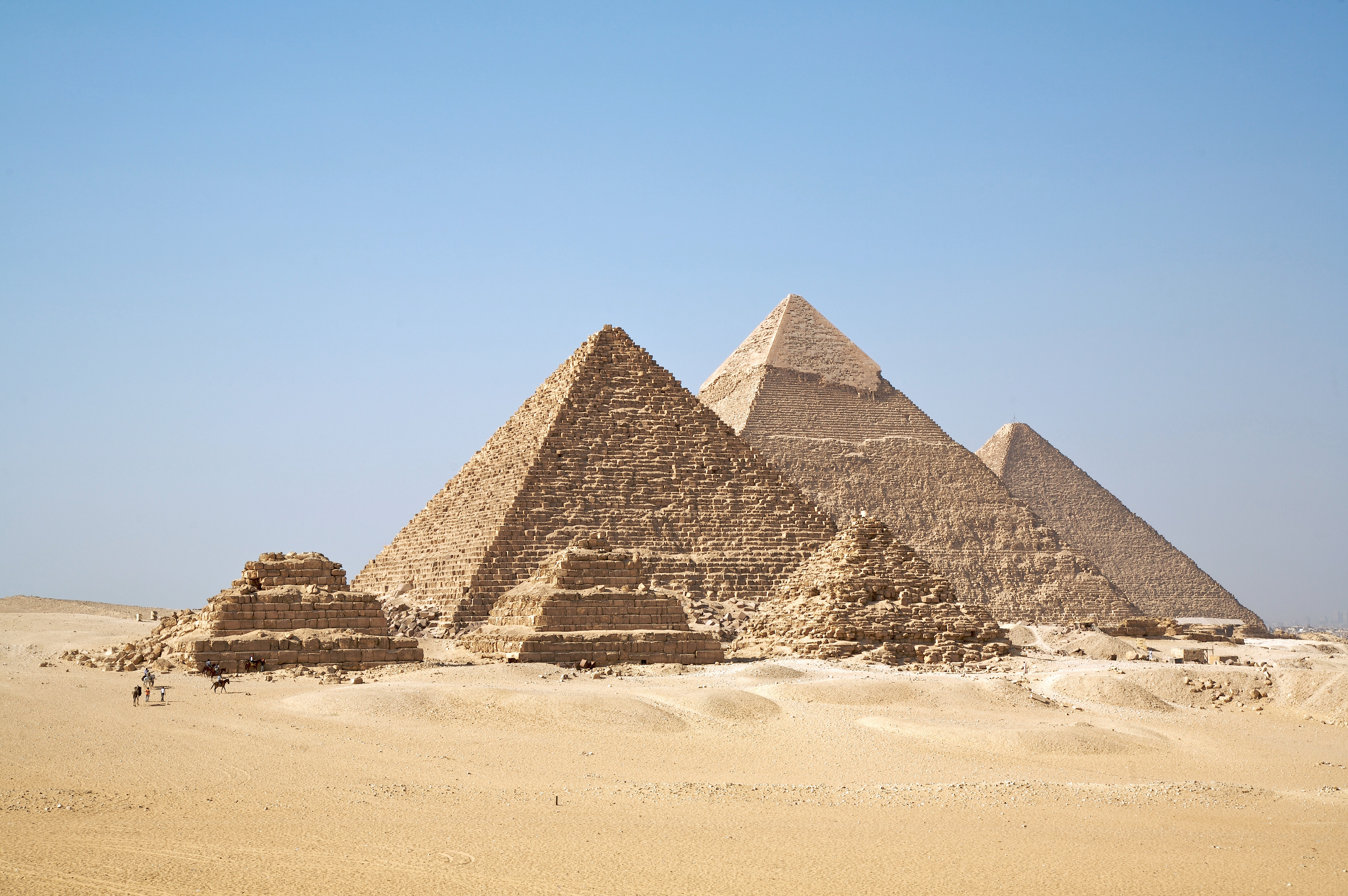
ギーザの三大ピラミッド。左手前から、メンカウラー王、カフラー王、クフ王のピラミッド。

紀元前2686年頃成立したエジプト第3王朝からは、エジプト古王国期と呼ばれ、エジプト最初の繁栄期に入る。首都は一貫してメンフィスに置かれた。古王国時代には中央政権が安定し、強力な王権が成立していた。このことを示すのが、紀元前2650年頃に第3王朝第2代の王であるジョセル王が建設した階段ピラミッドである。このピラミッドは当初それまでの一般的な墓の形式であったマスタバで建設されたが、宰相イムホテプによる数度の設計変更を経て、最終的にマスタバを6段積み重ねたような階段状の王墓となった。これがエジプト史上最古のピラミッドとされるジェゼル王のピラミッドである。このピラミッドは以後の王墓建設に巨大な影響を与え、以後マスタバに代わりピラミッドが王墓の中心的な形式となった。
紀元前2613年にはスネフェルが即位し、エジプト第4王朝が始まる。この第4王朝期には経済が成長し、またピラミッドの建設が最盛期を迎えた。スネフェル王は紀元前2600年頃にヌビア、リビア、シナイに遠征隊を派遣して勢力範囲を広げる一方、まず屈折ピラミッドを、さらに世界初の真正ピラミッドである赤いピラミッドを建設した。スネフェルの次の王であるクフの時代に、ピラミッド建設は頂点を迎え、世界最大のピラミッドであるギザの大ピラミッドが建設された。その後、クフの2代あとにあたるカフラー王がカフラー王のピラミッドとその門前にあるギザの大スフィンクスを建造し、さらにその次のメンカウラー王がメンカウラー王のピラミッドを建設し、ピラミッドの建設は頂点に達した。この3つのピラミッドは三大ピラミッドと呼ばれ、エジプト古王国時代を代表する建造物となっている。
この後、エジプト第5王朝に入ると経済は引き続き繁栄していたものの、ピラミッドの意味が変質してクフ王時代のような巨大な石造りのものを建てられることはなくなり、材料も日干しレンガを使用したことで耐久性の低いものとなった。続くエジプト第6王朝も長い安定の時期を保ったが、紀元前2278年に即位し94年間在位したペピ2世の治世中期より各地の州（セパアト、ギリシア語ではノモスと呼ばれる）に拠る州侯たちの勢力が増大し、中央政府の統制力は失われていった。紀元前2184年にペピ2世が崩御したころには中央政権の統治は有名無実なものとなっており、紀元前2181年に第6王朝が崩壊したことにより古王国時代は終焉した。

### 第1中間期（第7 - 10王朝）
第6王朝崩壊後、首都メンフィスにはエジプト第7王朝、エジプト第8王朝という短命で無力な後継王朝が続いたが、実際には各地の州侯たちによる内乱状態が続いていた。この混乱の時代を総称し、第1中間期と呼ぶ。やがて上エジプト北部のヘラクレオポリスに興ったエジプト第9王朝がエジプト北部を制圧したものの全土を統一することはできず、上エジプト南部のテーベに勃興したエジプト第11王朝との南北対立の情勢となった。

### 中王国時代（第11 - 12王朝）
紀元前2060年頃に第11王朝にメンチュヘテプ2世が即位すると、紀元前2040年頃に第9王朝の後継であるエジプト第10王朝を打倒してエジプトを再び統一し、エジプト中王国時代が始まった。首都は引き続きテーベにおかれた。また中王国期に入るとピラミッドの造営も復活したが、第4王朝期のような壮大なピラミッドはもはや建造されず、日干しレンガを多用したものが主となった。
紀元前1991年頃にはアメンエムハト1世によってエジプト第12王朝が開かれ、首都もメンフィス近郊のイチ・タウィへと遷した。第12王朝期は長い平和が続き、国内の開発も急速に進んだ。特に歴代の王が力を注いだのは、ナイル川の支流が注ぎこむ広大な沼沢地であったファイユーム盆地の開発であり、センウセルト2世の時代に着工した干拓工事は王朝後期のアメンエムハト3世時代に完成し、ファイユームは広大な穀倉地帯となった。
センウセレト2世は紀元前1900年頃にアル・ラフーンにピラミッド（ラフーンのピラミッド）を造営している。中王国はヌビアに対するものを除き対外遠征をあまり行わず、とくにシリア方面には軍事進出を行わなかったが、唯一の例外として紀元前1850年頃にセンウセレト3世がヌビアおよびシリアに遠征した。センウセレト3世は名君として知られており、国内においては州侯の勢力を削ぎ、行政改革を行って国王の権力を拡大している。
つづくアメンエムハト3世期にも政権は安定しており、紀元前1800年頃にはファイユーム盆地の開発が完成し、またハワーラのピラミッドが造営されている。しかし彼の死後は短命な政権が続き、紀元前1782年頃には第12王朝が崩壊して中王国期も終焉を迎えた。

### 第2中間期（第13 - 17王朝）
第12王朝からエジプト第13王朝への継承はスムーズに行われ、制度その他もそのまま引き継がれたものの、王朝の統治力は急速に弱体化していった。この時期以降、エジプト第2中間期と呼ばれる混乱期にエジプトは突入していく。まず第13王朝期にはヌビアがエジプトから独立し、ついでエジプト第14王朝などいくつかの小諸侯が各地に分立したが、やがて紀元前1663年頃にはパレスチナ方面からやってきたとされるヒクソスという異民族によってエジプト第15王朝が立てられ、各地の小諸侯を従属させて覇権を確立した。下エジプトのアヴァリスに拠点を置いていた第15王朝に対し、一時は従属していたテーベを中心とする勢力がエジプト第17王朝として独立し、南北分立の体制となった。また、第15王朝は下エジプトのみならず、隣接するパレスチナも自らの勢力圏としていた。

### 新王国時代（第18 - 20王朝）

紀元前15世紀における古代エジプトの最大版図

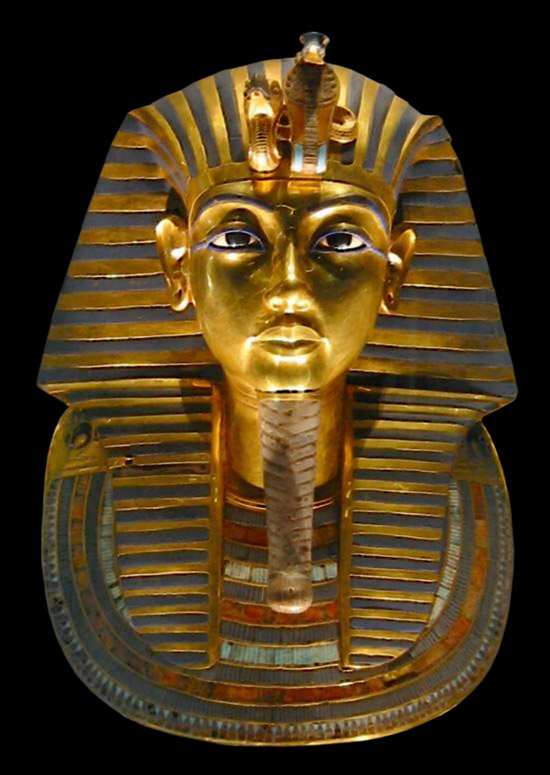
ツタンカーメン王の黄金マスク

紀元前1540年頃、上エジプトを支配していた第17王朝のイアフメス1世がヒクソスを放逐して南北エジプトを再統一し、エジプト新王国時代がはじまった。イアフメス1世は第17王朝の王であるが、エジプト統一という一大画期があるため、連続した王朝にもかかわらずこれ以後の王朝は慣例としてエジプト第18王朝と呼ばれる。イアフメス1世はさらにヒクソスを追ってパレスチナへと侵攻し、第15王朝を完全に滅ぼした。これが嚆矢となり、以後のエジプト歴代王朝はそれまでの古王国期や中王国期とことなり、パレスティナ・シリア方面へと積極的に進出するようになり、ナイル川流域を越えた大帝国を建設するようになっていった。このため、新王国時代は「帝国時代」とも呼ばれる。首都は統一前と同じく引き続きテーベにおかれた。
イアフメス1世はさらに南のヌビアにも再進出し、この地方を再びエジプトの支配下に組み入れた。次のアメンホテプ1世はカルナック神殿の拡張などの内政に力を入れた。紀元前1524年頃に即位したトトメス1世はこの国力の伸長を背景に積極的な外征を行い、ティグリス・ユーフラテス川上流部を地盤とする大国ミタンニへと侵攻し、ユーフラテス河畔の重要都市カルケミシュまで侵攻してその地に境界石を建立した。また彼は陵墓の地として王家の谷を開発し、以後新王国時代の王のほとんどはこの地へと埋葬された。
次のトトメス2世は早世し、紀元前1479年頃に子のトトメス3世が即位したものの若年であったため、実際には共治王として即位したトトメス2世の王妃であるハトシェプストが実権を握り、統治を行っていた。ハトシェプストは遠征よりも内政や交易を重視し、この時代にプントとの交易が再開され、またクレタなどとの交易も拡大したが、一方で遠征を行わなかったためミタンニとの勢力圏の境界にあるシリア・パレスチナ地方の諸国が次々と離反していった。
紀元前1458年頃にハトシェプストが退位すると、実権を握ったトトメス3世は打って変わってアジアへの積極的な遠征を行い、メギドの戦いなど数々の戦いで勝利を収めて国威を回復させた。続くアメンホテプ2世、トトメス4世、アメンホテプ3世の時代にも繁栄はそのまま維持され、エジプトの国力は絶頂期を迎えた。しかしこのころにはもともとテーベ市の守護神であった主神アメンを奉じる神官勢力の伸長が著しくなっており、王家と徐々に衝突するようになっていた。
こうしたことから、次のアメンホテプ4世は紀元前1346年ごろにアクエンアテンと名乗って伝統的なアメン神を中心にした多神崇拝を廃止、アメン信仰の中心地である首都テーベからアマルナへと遷都し、太陽神アテンの一神崇拝に改める、いわゆるアマルナ宗教改革を行った。このアテン信仰は世界最初の一神教といわれ、アマルナ美術と呼ばれる美術が花開いたが、国内の統治に集中して戦闘を避けたため、当時勢力を伸ばしつつあったヒッタイトにシリア・パレスチナ地方の属国群を奪われ、国力が一時低下する。
紀元前1333年頃に即位したツタンカーメン王はアメン信仰を復活させ、アマルナを放棄してテーベへと首都を戻したが若くして死去し、アイを経てホルエムヘブが即位する。ホルエムヘブは官僚制を整備し神官勢力を統制してアマルナ時代から混乱していた国内情勢を落ち着かせたが継嗣がおらず、親友であるラムセス1世を後継に指名して死去した。これにより第18王朝の血筋は絶え、以後は第19王朝と呼ばれる。王朝が交代したといってもラムセス1世への皇位継承は既定路線であり、権力はスムーズに移譲された。ラムセス1世も老齢であったために即位後ほどなくして死去し、前1291年に即位した次のセティ1世はアマルナ時代に失われていた北シリア方面へと遠征して再び膨張主義を取るようになった。
紀元前1279年ごろに即位した次のラムセス2世は古代エジプト最大の王と呼ばれ、彼の長い統治の時代に新王国は最盛期を迎えた。紀元前1274年にはシリア北部のオロンテス川でムワタリ2世率いるヒッタイトと衝突し、カデシュの戦いが起きた。この戦いは痛み分けに終わり、この時結ばれた平和条約（現存する最古の平和条約）はのちにヒッタイトの首都ハットゥシャから粘土板の形で出土している。またラムセス2世は国内においてもさまざまな大規模建築物を建設し、下エジプトのデルタ地方東部に新首都ペル・ラムセスを建設して遷都した。
その次のメルエンプタハ王の時代には紀元前1208年ごろに海の民の侵入を撃退したが、彼の死後は短期間の在位の王が続き、内政は混乱していった。紀元前1185年頃には第19王朝は絶え、第20王朝が新たに開かれた。第20王朝第2代のラムセス3世は最後の偉大なファラオと呼ばれ、この時代に新王国は最後の繁栄期を迎えたが、彼の死後は国勢は下り坂に向かい、やがて紀元前1070年頃に第20王朝が滅ぶとともに新王国時代も終わりを告げた。これ以後古代エジプトが終焉するまでの約1000年は、基本的には他国に対する軍事的劣勢が続いた。

### 第3中間期（大司祭国家、第21 - 26王朝）
第20王朝末期にはテーベを中心とするアメン神官団が勢力を増していき、紀元前1080年頃にはアメン神官団の長ヘリホルがテーベに神権国家（アメン大司祭国家）を立てたことでエジプトは再び南北に分裂することとなった。紀元前1069年に成立した第21王朝は首都をペル・ラムセスからタニスへと移し、アメン大司祭国家に名目的な宗主権を及ぼした。紀元前945年にはリビア人傭兵の子孫であるシェションク1世が下エジプトに第22王朝を開き、アメン大司祭国家を併合して再統一を果たすが、その後は再びアメン大司祭が独立したほか下エジプトに5人の王が分立するなど混乱を極めた。こうした中、エジプトの強い文化的影響を受けていた南のヌビアが勢力を拡大し、紀元前747年にはピアンキがヌビアから進撃してエジプト全土を制圧し、第25王朝を開いた。しかしその後、メソポタミアに強力な帝国を築いたアッシリアの圧迫にさらされ、紀元前671年にはアッシリア王エセルハドンの侵入をうけて下エジプトが陥落。一時奪回に成功したものの、アッシュルバニパル王率いるアッシリア軍に紀元前663年にはテーベを落とされて第25王朝のヌビア人はヌビアへと撤退した。

### 末期王朝（第27 - 31王朝）
アッシュールバニパルはサイスを支配していたネコ1世にエジプト統治を委任し間接統治を行った。この王朝を第26王朝と呼ぶ。第26王朝は当初はアッシリアの従属王朝であったが、アッシリアの急速な衰退にともなって自立の度を深め、紀元前655年にはネコ1世の子であるプサメティコス1世がアッシリアからの独立を果たす。これ以後は末期王朝時代と呼ばれ、また第26王朝は首都の名からサイス朝とも呼ばれる。アッシリアはその後滅亡し、その遺領はエジプト、新バビロニア、リディア、メディアの4つの王朝によって分割された。プサメティコス1世の次のネコ2世はパレスチナ・シリア地方へと進出したものの、紀元前605年、カルケミシュの戦いで新バビロニアのネブカドネザル2世に敗れてこの進出は頓挫した。サイス朝時代のエジプトはシリアをめぐって新バビロニアとその後も小競り合いを繰り返しながらも、上記のオリエント4大国のひとつとして大きな勢力を持ったが、紀元前550年にメディアを滅ぼしたアケメネス朝のキュロス2世が急速に勢力を伸ばし、リディアおよび新バビロニアが滅ぼされるとそれに圧倒され、紀元前525年にはプサメティコス3世がアケメネス朝のカンビュセス2世に敗れ、エジプトはペルシアによって征服された。
ペルシアのエジプト支配は121年間に及び、これを第27王朝と呼ぶが、歴代のペルシア王の多くはエジプトの文化に干渉しなかった。しかしダレイオス2世の死後、王位継承争いによってペルシアの統治が緩むと、サイスに勢力を持っていたアミルタイオスが反乱を起こし、紀元前404年にはペルシアからふたたび独立を達成した。これが第28王朝である。第28王朝はアミルタイオス一代で滅び、次いで紀元前397年から紀元前378年にかけては第29王朝が、紀元前378年からは第30王朝が立てられ、約60年間にわたってエジプトは独立を維持したが、東方を統一する大帝国であるアケメネス朝はつねにエジプトの再征服を狙っており、それにおびえながらの不安定な政情が続いた。そして紀元前341年、アケメネス朝のアルタクセルクセス3世の軍勢に最後のエジプト人ファラオであるネクタネボ2世が敗れ、エジプトはペルシアに再征服された。アルタクセルクセス3世はエジプトの信仰を弾圧し、圧政を敷いた。

### プトレマイオス朝
ペルシアのこの圧政は10年間しか継続せず、紀元前332年、マケドニア王のアレクサンドロス3世がエジプトへと侵攻し、占領された。アレクサンドロスがペルシアを滅ぼすとエジプトもそのままアレクサンドロス帝国の一地方となったが、紀元前323年にアレクサンドロス3世が死去すると後継者たちによってディアドコイ戦争が勃発し、王国は分裂した。
この混乱の中でディアドコイの一人であるプトレマイオスがこの地に拠って勢力を拡大し、紀元前305年にはプトレマイオス1世として即位することで、古代エジプト最後の王朝であるプトレマイオス朝が建国された。この王朝はセレウコス朝シリア王国、アンティゴノス朝マケドニア王国と並ぶヘレニズム3王国のひとつであり、国王および王朝の中枢はギリシャ人によって占められていた。
プトレマイオス1世は首都をアレクサンドロスによって建設された海港都市であるアレクサンドリアに置き、国制を整え、またムセイオンおよびアレクサンドリア図書館を建設して学術を振興するなどの善政を敷いた。続くプトレマイオス2世およびプトレマイオス3世の時代にも繁栄が続いたが、その後は暗愚な王と政局の混乱が続き、またシリアをめぐるセレウコス朝との6回にわたるシリア戦争などの打ち続く戦争によって国力は疲弊していった。紀元前80年にはプトレマイオス11世が殺されたことで王家の直系が断絶し、以後は勢力を増していく共和政ローマの影響力が増大していくこととなった。
紀元前51年に即位したクレオパトラ7世はガイウス・ユリウス・カエサルやマルクス・アントニウスといったローマの有力者たちと誼を通じることでエジプトの存続を図ったが、紀元前31年にオクタウィアヌス率いるローマ軍にアクティウムの海戦で敗北し、紀元前30年にアレクサンドリアが陥落。クレオパトラ7世は自殺し、プトレマイオス朝は滅亡した。これによりエジプトの独立王朝時代は終焉し、以後はローマの皇帝属州アエギュプトゥスとなった。

### 年表
古代エジプトの歴史を王朝ごとに示したタイムライン。数字の後は首都または主要都市である。

## 社会

ファラオ (新王国時代の墓の壁画に基づく画)

1日を24時間としたのは、古代エジプトであるという説がある。
後述するように階級社会だったが、完全に固定されてはいなかったとされる。

### 階級
ファラオは神権により支配した皇帝である。わずかな例外を除き男性。継承権は第一王子にあり、したがって第一王子がファラオになる。名前の一部には神の名前が含まれた。
人口の1%程度の少ない貴族階級が土地を所有し支配していた。残る99%であるほとんどの平民は生産物の租税と無償労働が課せられる不自由な小作（セメデト）だった。ファラオによって土地を与えられることにより貴族となるが、ファラオが交代したり、王朝が変わると、土地を取り上げられ貴族ではなくなることも多く、貴族は必ずしも安定した地位にあるわけではなかった。

### 教育
古代エジプトの教育制度については、どのパピルス文書にも、明確なことは記されていないが、数学・医学・建築など体系的な教育システムが必要な分野が発展しているため、相応の体制が整備されていたと考えられている。また知恵文学やその他のテキストからは、古代エジプト人が持っていた教育の目的や教育の内容に関する実際的な知識を僅かながら知ることができる。
裕福な農民の子供たちを含む、裕福な家庭の子供は14歳になるまでの間、公的な教育が施された。裕福な農民の子は神殿付属の学校へ、中流以上の子供は政府の建てた学校へ通った。それ以外の貧しい家庭の子と下層民の子弟の子達は、教育を受けなかったようである。
授業内容は学校の目的によって異なり、神殿付属の学校では、宗教儀礼に関する書物を写したり、宗教文学、葬祭の経典、経典の注解、神話物語などを勉強し、政府の学校では、算数、幾何学、測量術、簿記、官庁の書類作成などを学んだ。
他には、水泳やボート、レスリング、ボール競技、弓などといったスポーツも含まれていた。また、体罰(鞭打ちや学校の一室に監禁)は、怠けたり、言うことを聞かない生徒を正す良い方法であると思われていた。
後世、ギリシャ人もこうした制度を非常に高く評価している。
大貴族の息子の中には、王家の子供たちの教育にあたる教師のクラスに通う者もあったようである。他の者は、将来の役人を養成する学校に通っていた。14歳になると、医師や法律家そして書記を志望する子供たちは、さらに勉学を進めるために神殿へ送られた。
神殿には図書館があり、そこにはさまざまな学問分野のパピルス文書が保管されており、また神官たちは、さまざまな教育設備を用意していた。学生の訓練には、理論的なものと、実際的なものとの双方が用意されており、授業は、神殿内部の「生命の家」と呼ばれる場所で行なわれていたようである。この場所では、テキストの写本が作られ、保管されていた。
医学教育については不明な点が多いが、神殿の周辺地区で実際の患者の治療などが行なわれていたようである。
醸造、建築、造園など技能職の教育や訓練については不明な点が多い。
男子とは違い、女子に対する教育は、必要最低限のもので、王女を除いては、特に教育を受けることもなく、読み書きができる者もほとんどいなかった。彼女たちは、家庭にあり母親の手伝いを通じて、必要とする技術を習得した。

### 司法
古王国時代、現存する最古の記録が書かれる以前に、こうした法体系は原始的なものから洗練されたものへと発展していたようで、最古の記録から、既に法が公的な手順を踏んでいたことが明らかとなっている。多くの法的な問題としては、葬送や財産に関する問題やカー神官の土地の分配などの問題を取り扱っていた。
理論的には、王は絶対君主であり、また唯一の立法者でもあり、そして臣下の人々の生と死、労働、および財産に対して絶対的な力を持っていたが、現実には、民間の法律が存在し、財産の問題などは民間の法律によって処理された。一般に刑罰は厳しかったが、法自体は、他の古代社会に比して人間的なものであり、特に婦女子は法的に保護されていた。
しかしながら、第19王朝には、裁判の方法に関して問題が起こった。当時、二種類の法廷があり、そのひとつは地方の裁判所(ケネベト)で、これは役人を裁判長とし、地域の有力者によって構成されたもので、ほとんどの事件を処理することができた。
もうひとつの法廷は、いわば最高裁判所に相当するものでテーベにあり、宰相の下で、死刑に当たるほどの重罪を扱う機関であった。全ての証拠が提出され、裁判官たちによって検討され、判決は訴訟に負けた側が、その負けを認めた後で下された。しかし、第19王朝以降、判決が神託によって出される場合が生じるようになった。神の像が裁判官となり、また神の意志が像の前で行なわれる儀式によって伝えられた。原告は、像の前に立って容疑者の名のリストを読み上げ、犯人の名が呼ばれた時に、神像が何らかの兆候を見せると信じられていた。こうした方法は、明らかに裁判所の堕落と裁判の悪用を招くものであった。
新王国時代の法律および、それに関する資料は、第20王朝以降のテキストに見ることができる。
ラメセスⅨ世の時代に始まり、その後多年にわたり続いた裁判の詳細は、一連の非常に良く保存されたパピルスからわかる。社会状況は暗く、貧困が蔓延していたために、この時代になると、もともと普通のことであった墓泥棒があまりにも目に余るものとなってきて、王は墓泥棒たちに対して法的処置を講じ、裁判を行うようになった。

## 経済

### 農業
古代ギリシアの歴史家・ヘロドトスが「エジプトはナイル川の賜物」という言葉を『歴史』に記しており、古代エジプトの主要産業である農業はナイル川の氾濫に多くを負っていた。ナイル川は6月ごろ、モンスーンがエチオピア高原に降らす雨の影響で氾濫を起こす。この氾濫は水位の上下はあれど、氾濫が起きないことはほとんどなかったうえ、鉄砲水のような急激な水位上昇もほぼなく、毎年決まった時期に穏やかに増水が起こった。この氾濫はエチオピア高原から流れてきた肥沃な土壌を氾濫原に蓄積させ、10月ごろに引いていく。これによりエジプトは肥料の必要もなく、毎年更新される農耕に適した肥沃な土壌が得られた。浅い水路を掘って洪水時の水をためていたこの方式はベイスン灌漑方式と呼ばれ、19世紀にいたるまでエジプトの耕作方法であり続けた。作物は大麦と小麦が中心であり、野菜ではタマネギ、ニンニク、ニラ、ラディッシュ、レタスなどが主に栽培された。豆類ではソラマメ、ヒヨコ豆。果実ではブドウ、ナツメヤシ、イチジク、ザクロなどがあった。外国から伝わった作物としては、新王国時代にリンゴ、プラム、オリーブ、スイカ、メロン。プトレマイオス朝時代にはモモ、ナシなどが栽培された。
古王国時代から中央集権の管理下におかれており、水利監督官は洪水の水位によって収穫量を予測した。耕地面積や収穫量は記録され、収穫量をもとに徴税が行われて国庫に貯蔵され、食料不足の際には再配分された。農民の大部分は農奴であったが、新王国時代になると報酬によって雇われる農民や、自立農民が増加した。

### 産業
造船、ビールの醸造、工芸、など高度な技能が必要な職があったことから、これらに従事する職人が存在していたと推測されている。

### 対外関係と交易
エジプトの本国はナイル川の領域に限られており、それ以外の地域は基本的にすべて外国とみなされていた。ナイル川流域でも、エレファンティネ（アスワン）の南にある第一急流によって船の遡上が阻害されるため、それより南は外国とみなされていた。この南の地域はヌビアと総称され、古王国以降の歴代王朝はたびたび侵攻し徐々に支配地域を南下させていったものの、動乱期になるとこの地域は再び独立し、統一期になると再びエジプトの支配下に入ることを繰り返した。この過程でヌビア地方はエジプトの強い影響を受け、のちに成立したクシュ王国においてもピラミッドの建設（ヌビアのピラミッド）をはじめとするエジプト文化の影響が各所にみられる。ヌビア以外の諸外国については中王国時代までは積極的な侵攻をかけることはほとんどなく、交易関係にとどまっていたものの、新王国期にはいるとヒクソスの地盤であったパレスチナ地方への侵攻を皮切りに、パレスチナやシリア地方の小国群の支配権をめぐってミタンニやヒッタイト、バビロニアなどの諸国と抗争を繰り広げるようになった。また、古王国期から新王国期末までの期間は、アフリカ東部にあったと推定されているプント国と盛んに交易を行い、乳香や没薬、象牙などを輸入していた。
エジプトの主要交易品といえば金であった。金は上エジプトのコプトスより東に延びるワディ・ハンママート周辺や、ヌビアのワワトやクシュから産出された。この豊富な金を背景にエジプトは盛んに交易を行い、国内において乏しい木材・鉱物資源を手に入れるため、銅、鉄、木材(レバノン杉)、瑠璃などをシリア、パレスチナ、エチオピア、イラク、イラン、アナトリア、アフガニスタン、トルコなどから輸入していた。とくに造船に必須である木材は国内で全く産出せず、良材であるレバノン杉を産するフェニキアのビブロスなどからに輸入に頼っていた。ビブロスは中王国期にはエジプト向けの交易の主要拠点となり、当時エジプト人は海外交易船を総称してビブロス船と呼んだ。ビブロスからはまた、キプロスから産出される豊富な銅もエジプトに向け出荷されていた。このほかクレタ島のミノア文明も、エジプトと盛んに交易を行っていた。
下エジプト東端からパレスチナ方面にはホルスの道と呼ばれる交易路が地中海沿いに伸びており、陸路の交易路の中心となっていた。紅海沿いには中王国期以降エジプトの支配する港が存在し、上エジプトのナイル屈曲部から東へ砂漠の中を延びるルートによって結ばれていた。この紅海の港を通じてプントやインド洋沿海諸国との交易がおこなわれた。

### 通貨
貨幣には貴金属が使われた。初期は秤量貨幣だったが、後期には鋳造貨幣が用いられた。
興味深い例としては、穀物を倉庫に預けた「預り証」が、通貨として使われたこともある。穀物は古くなると価値が落ちるため、この通貨は時間の経過とともに貨幣価値が落ちていく。結果として、通貨を何かと交換して手にいれたら、出来るだけ早く他の物と交換するという行為が行われたため、流通が早まった。その結果、古代エジプトの経済が発達したという説があり、地域通貨の研究者によって注目されている。また、ローマの影響下で貨幣が使われるようになった結果、「価値の減っていく通貨」による流通の促進が止まり、貨幣による富の蓄積が行われるようになりエジプトの経済が没落したという説もある。
食料の現物支給による支払いも多かったことから、配分のため単位分数の計算法（エジプト式分数）が発達した。

## 科学
個々の技術のみならず、実験や工程の詳細な記録を残す、非専門家向けの早見表を作成するなど、現代にも通じる科学的な思考があった。

### 数学
数学は社会へ応用するための実学となっており、課税の調査や生産物の貯蔵と配分、現物支給の報酬の計算などに単位分数の計算（エジプト式分数）が非常に多く用いられた。また、幾何学は耕地の測量や、ピラミッドをはじめとする建設、天文学など理工学の発展にも寄与した。一方で0の概念など、実社会と関連が薄い分野は発達せず、0の記号も無いなど偏りがあった。
十進法を用いたが、古代シュメールの影響により時間のみ十二進法を利用したことから24時間制であった。

### 天文
古代エジプト人にとってナイル川の増水・氾濫による洪水が最大の関心事であるため、発達した数学を利用して暦法が研究された。

### 医学
非侵襲性の外科手術、接骨、薬局方など、当時としては高度な医学が実現しており、他国に医師を派遣した記録も残っている。
現代では糖尿病と思われる症例も報告されているなど、詳細な記録をパピルスに残すことで診断や医学教育に活用していた。
エーベルス・パピルスには助産師に関する記述があり、ウェストカー・パピルスには出産予定日の計算方法や分娩用の椅子について記述がある。ルクソール神殿や他の神殿には王族のための分娩室があるなど、助産が重視されていた。
医学的な知識はミイラの制作にも応用された。

### 建築

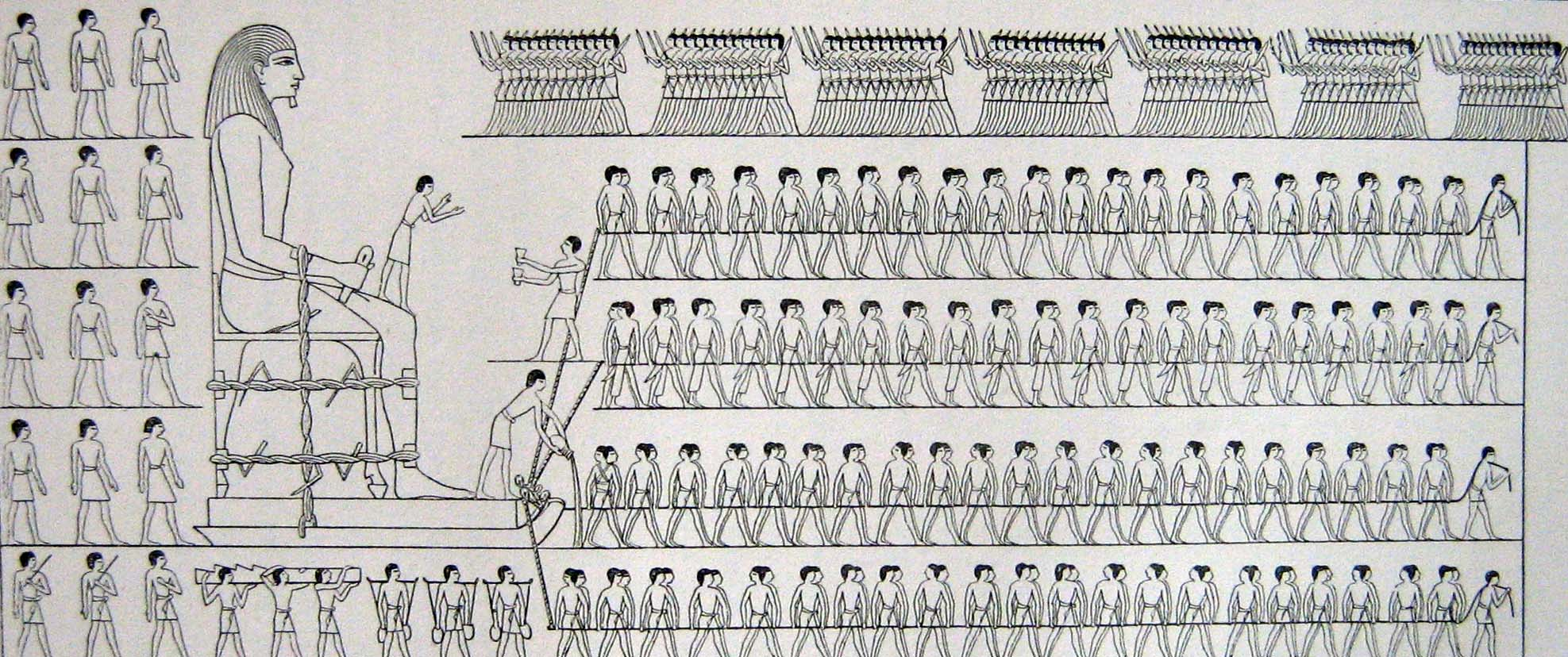
移動させる像の前に水をまき、砂の抵抗を下げ、橇の前に砂が溜まるのを防いでいる図。

建築材料としては日干しレンガが主流であり、石材も多用された。特に石灰岩や花崗岩、砂岩などが盛んに採掘され、豊富な石材と優れた加工技術と高度な数学を元にピラミッドやギザの大スフィンクス、カルナック神殿、ルクソール神殿、アブ・シンベル神殿といった巨大で精密な建造物が続々と建設された。
支配者層は庭園を所有しており、木材に乏しい地域にもかかわらず造園技術が発達した。

## 文化

### 食文化
主食はコムギから作るパンであり、エジプト人は「パン食い人」と呼ばれた。パンに野菜や草食動物の肉を具として挟むのが一般的だったとされる。また、サワードウによる発酵パンが誕生したのもエジプトである。パンを焼くための窯は時代によって異なっている。労働者への給与として現物支給されるため、エジプト式分数の問題ではパンを配分する例が多く登場する。
自国原産のブドウ、ナツメヤシ、イチジク、ザクロなどの他、リンゴ、プラム、オリーブ、スイカ、メロン、モモ、ナシなど様々な果実が栽培された。なおスイカは種子を食べていたとみられている。

#### 酒
紀元前3800年頃にオオムギから作るビールの生産が始まり、紀元前3500年頃にワインの生産が始まった。ワイン用のブドウは麦と違い外来作物であり、ワインは高貴な酒で一般市民はビールを飲んだが、後に生産量が増えて市民にも広まった。ビールはパンと並んで主要な食物とされており、大量に生産・消費された。当時のビールは嗜好品だけでなく、栄養ドリンクのような存在だったと推測されている。
当時のビールはアルコール度数が3%程度、製法も自然発酵を利用した原始的な手法というのが通説であったが、2014年に麒麟麦酒が壁画に残された絵を分析し製法を再現したところ、パン生地を使った酵母の培養など高度な技法で醸造され、度数が10%で白ワインにも似た味のビールが完成した。この他にもヨーグルトのような食感のビールも存在していたとされる。

### 芸術
黄金を使った彫金が発達しツタンカーメンの黄金のマスクなど王族の装飾品に利用されていた。
建築物の内外はフレスコ画や彫刻で装飾されていた。
エジプトには森林が存在しないため木材を産出せず、建築材料には利用されなかったが、ツタンカーメン時代には国力を背景に交易で各地の木材を入手し、寄せ木や曲げ木などの高度な技法を用いたチャリオットを製作している。
色彩には宗教的な意味合いがあるため、ファイアンス焼きなどで望んだ発色を生み出す技法が発達した。

### 音楽
古代エジプトの音楽についての研究は考古学者と音楽研究者の間に交流がなく、あまり進んでいない。
銀製のトランペットに似た楽器や、ヨシ製のフルートとされる楽器が出土している。
宗教儀式の他、宴会や農作業時にも演奏されていたとされ、現代の西洋音楽の基礎となったという見解もある。

### 文学
エジプトの文字は、統一王朝成立以前に表語文字であるヒエログリフ（hieroglyph、聖刻文字、神聖文字）とアブジャドであるヒエラティック（Hieratic; 神官文字）の二つが成立した。ヒエログリフの方がより正式な文字として使用されたが、この二つの文字は並行して発展した。この両文字が誕生してからはるか後世にあたる紀元前660年ごろに、ヒエラティックを崩してより簡略化したデモティック（民衆文字、Demotic）が誕生し、紀元前600年頃にはデモティックがもっとも一般的な文字となった。この文字を元に様々な文学が成立し、エジプト文学はシュメール文学と共に、世界最古の文学と考えられている。
古王国時代には、讃歌や詩、自伝的追悼文などの文学的作品が存在していた。
中王国時代からは物語文学も現れ、悲嘆文学、知恵文学、教訓文学などのジャンルが存在した『シヌヘの物語』などの作品は、現在まで伝わっている。
書写材料としてはカミガヤツリ（パピルス草）から作られるパピルスが主に用いられた。

### ファッション
上流階級は各地から輸入した宝飾品や化粧品を利用していた。

### 娯楽
セネトやメーヘーンなどのボードゲームが存在していた。特にセネトは交易によりレバント、キプロス、クレタなどにも伝播している。

### スポーツ

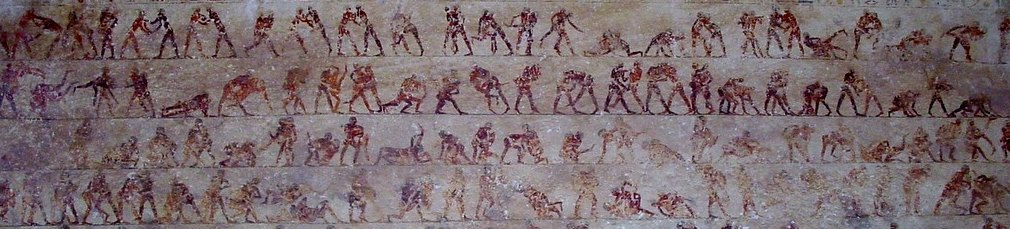
ベニ・ハッサンの壁画に描かれたレスリングをする人々（紀元前2100年ごろ）

上流階級が観覧するためにショーとしてのスポーツが行われていた。また軍人向けの身体訓練法も考案されていた。

### 宗教
宗教観は時代によって変化していったとされるが、死後も来世で永遠の生を得るため、魂の器となる肉体をミイラとして保存していた。
古代エジプトの象徴ともいえるものがピラミッドであるが、初期の王墓の形式であったマスタバに代わりピラミッドが成立したのが古王国時代の第3王朝期であり、クフ王のピラミッドを含む三大ピラミッドが建設されてピラミッドが最盛期を迎えたのが第4王朝期と、著名なピラミッドの建設された時期は古王国時代の一時期に限られ、エジプトの長い歴史においては比較的短期間のことである。以後、古王国時代を通じてピラミッドは建設され、中王国時代にも一時建設が復活するものの、技術的にも材料的にも最盛期ほどのレベルに到達することはなく、徐々に衰退していった。ただしそれに代わり、付属の墓地群などが拡大し、葬祭における重点が移動していった。新王国期に入るとピラミッドは建設されなくなり、王の墓は王家の谷に埋葬されるようになった。